# Leboulin
Leboulin település Franciaországban, Gers megyében. Lakosainak száma 344 fő (2022. január 1.). Leboulin Montaut-les-Créneaux, Auch, Lahitte, Marsan, Montégut és Nougaroulet községekkel határos.

## Népesség
A település népességének változása:
| Lakosok száma | 170  | 176  | 238  | 290  | 337  | 352  | 346  | 342  | 340  | 344  |
|               | 1968 | 1982 | 1990 | 2006 | 2013 | 2015 | 2017 | 2019 | 2020 | 2022 |